# Bruchophagus sculptus
Bruchophagus sculptus is een vliesvleugelig insect uit de familie Eurytomidae. De wetenschappelijke naam is voor het eerst geldig gepubliceerd in 1887 door Ashmead.